# Paul Martens
Paul Martens (Rostock, Mecklemburg-Pomerània Occidental, 26 d'octubre de 1983) és un ciclista alemany, professional des del 2006. Actualment corre a l'equip Team LottoNL-Jumbo.
El 2005, gràcies a la seva victòria al Campionat d'Alemanya contrarellotge sots23 entrà a formar part de l'equip T-Mobile Team. Amb tot, no serà fins a l'any següent quan firmi el seu primer contracte professional a l'equip Skil-Shimano. El 2008 fitxà pel Rabobank ProTeam.
Les seves principals victòries són el Giro de Münsterland de 2006 i el Gran Premi de Valònia de 2010.

## Palmarès
- 2001
  -  Campió d'Alemanya junior en Madison
- 2003
  - 1r a la Rund um Sebnitz
- 2005
  -  Campió d'Alemanya en contrarellotge sub-23
- 2006
  - 1r al Giro de Münsterland
  - Vencedor d'una etapa de la Volta a Luxemburg
- 2007
  - Vencedor d'una etapa de la Ster Elektrotoer
- 2010
  - 1r al Gran Premi de Valònia
- 2012
  - Vencedor d'una etapa a la Volta a Burgos
- 2013
  - 1r a la Volta a Luxemburg
  - Vencedor d'una etapa de la Volta a l'Algarve
- 2014
  - Vencedor d'una etapa de la Volta a Bèlgica

### Resultats al Giro d'Itàlia
- 2008. 78è de la classificació general
- 2013. 63è de la classificació general
- 2019. 75è de la classificació general
- 2021. 99è de la classificació general

### Resultats a la Volta a Espanya
- 2009. Abandona (12a etapa)
- 2011. 119è de la classificació general
- 2014. 58è de la classificació general
- 2020. 109è de la classificació general

### Resultats al Tour de França
- 2015. 80è de la classificació general
- 2016. 98è de la classificació general
- 2017. 82è de la classificació general
- 2018. 81è de la classificació general